# Angeghakot
Angeghakot (en arménien Անգեղակոթ) est une communauté rurale du marz de Syunik en Arménie. En 2011, elle compte 2 036 habitants.

## Géographie

### Situation
Angeghakot est située à 14 km de Sisian et à 104 km de Kapan, la capitale régionale.

### Topographie
L'altitude moyenne d'Angeghakot est de 1 840 m.

### Hydrographie
Angeghakot est située sur la rive gauche du Vorotan.

### Territoire
La communauté couvre 9 851 hectares, dont :
- 9 244 ha de terrains agricoles ;
- 17 ha de terrains industriels ;
- 17 ha alloués aux infrastructures énergétiques, de transport, de communication, etc. ;
- 33 ha d'aires protégées ;
- 75 ha d'eau[3].

## Politique
Le maire (ou plus correctement le chef de la communauté) d'Angeghakot est depuis 2008 Armen Khachatryan, membre du Parti républicain d'Arménie.
| Début | Fin      | Nom               | Parti                       |
| ----- | -------- | ----------------- | --------------------------- |
| 2005  | 2008     | Armenak Markosyan |                             |
| 2008  | 2012     | Armen Khachatryan | Parti républicain d'Arménie |
| 2012  | En cours | Armen Khachatryan | Parti républicain d'Arménie |

## Économie
L'économie de la communauté repose principalement sur l'agriculture.

## Démographie
| 2001  | 2008  | 2011  |
| ----- | ----- | ----- |
| 1 860 | 2 039 | 2 036 |